# Nicolae Romanov, Prinț al Rusiei
Nicolae Romanovici Romanov, Prinț al Rusiei (rusă Николай Романович Романов; n. 26 septembrie 1922 – d. 15 septembrie 2014) a fost pretendent la conducerea Casei Romanov și președinte al Asociației Familiei Romanov. Deși, fără îndoială, a fost un descendent al țarului Nicolae I al Rusiei, titlurile sale au fost revendicate de cei care susțineau că mariajul părinților săi a încălcat legile Rusiei Imperiale.

## Familie și copilărie
Prințul Nicolae s-a născut la Cap d'Antibes în apropiere de Antibes, Franța, ca fiul cel mare al Prințului Roman Petrovici și a soției acestuia, prințesa Praskovia Dmitrievna Sheremeteva (născută contesă Sheremeteva). Prințul Nicolae a avut un frate mai mic, Prințul Dimitri. Tatăl lor, Prințul Roman Petrovici a fost singurul fiu al Marelui Duce Petru Nicolaevici și al Marii Ducese Milica Nikolaievna (născută Prințesă de Muntenegru).
Bunicii paterni ai Prințului Nicole au fost Marele Duce Nicolai Nicolaevici al Rusiei și Marea Ducesă Alexandra Petrovna (născută ducesă de Oldenburg). Străbunicii săi au fost împăratul Nicolae I al Rusiei și împărăteasa Alexandra Feodorovna (născută Prințesa Charlotte a Prusiei).
Prințul Nicolae a fost adus la Cap d'Antibes cu familia sa și a vorbit fluent atât rusa cât și franceza din copilărie. A crescut într-un mediu rusesc; biserica locală avea un preot rus iar familia sa a angajat personal rus și o bonă rusă.
Prințul Nicolae a primit o formă de învățământ privat în Franța, studiile sale urmând vechea programă școlară rusească. În 1936 familia s-a mutat în Italia datorită standardului de școlarizare presupus a fi mai bun acolo. El și-a dorit să devină ofițer de marină și și-a convins părinții la vârsta de 12 ani că acesta este visul său. Totuși el era un Romanov și exista o marină sovietică nu marina imperială rusă așa că s-a decis pentru o carieră în marina italiană. Utilizând relația strânsă a familiei sale cu familia regală italiană (ambele sale bunici, atât bunica Milica cât și regina Elena a Italiei, soția regelui Victor Emanuel al III-lea, au fost fiicele regelui Nicolae I al Muntenegru) a început să studieze în Italia sub tutela unui italian pensionar ofițer de marină, cu scopul de a urma Academia Navală din Livorno. Speranțele lui Nicolae pentru o carieră marină s-au evaporat când el a arătat semnele unei miopii.
El și-a completat educația în Italia absolvind liceul clasic în 1942.

## Al Doilea Război Mondial
În timpul celui de-Al Doilea Război Mondial, Prințul Nicolae și familia sa au locuit la reședința regelui Victor Emmanuel al III-lea al Italiei. Când regele a părăsit Roma, Nicolae și familia sa s-au ascuns timp de nouă luni. În timpul ocupației Romei de către trupele germane, bunica lui Nicolae, care era într-un mare risc de deportare ca soră a reginei, a trebuit să se adăpostească la Sfântul Scaun. În 1942, guvernul fascist din Italia l-a abordat pe Prințul Nicolae să-i ofere tronul din Muntenegru. El a refuzat.
Prințul Nicolae a vrut să studieze ingineria la Universitatea din Roma, dar războiul l-a împiedicat să facă acest lucru, astfel încât în urma încheierii acestuia, el a lucrat ca civil pentru Aliați în Divizia de război psihologic și Serviciul de Informații al Statelor Unite ale Americii. La sfatul regelui Umberto al II-lea, Prințul Nicolae și familia sa au plecat din Italia în Egipt în 1946. În timp ce trăia în Egipt a fost implicat în achiziționarea și vânzarea de tutun turces și a lucrat într-o companie de asigurări.
Revenind în Europa în 1950, Prințul Nicolae a lucrat la Roma pentru compania Austin Motor până în anul 1954. După moartea cumnatului său, el a preluat gestionarea proprietăților soției sale și afacerile din Toscana. Afacerea era constituită dintr-o fermă mare pe care a condus-o timp de 25 ani, între 1955-1980, unde a crescut rasa de bovine Chianina și a produs vin. A vândut ferma în 1982 și s-a mutat la Rougemont, Elveția.
Refugiat din naștere, Prințul Nicolae a fost un apatrid și a folosit pentru a călători în străinătate o scrisoare emisă de regele Greciei. În cele din urmă a devenit cetățean al Italiei în 1988. Prințul Nicolae a vizitat Rusia pentru prima dată în iunie 1992, când a acționat ca un al doilea ghid turistic pentru un grup de oameni de afaceri.
De multe ori el a apărut în mass-media pentru a vorbi despre Romanovi, oferind peste 100 de interviuri televizate, și apărând în documentare de televiziune, cum ar fi documentarul danez din 2003 En Kongelig familie și în 2007 la France 3 în documentarul numit Un nom en héritage, les Romanov. În 1999, un documentar despre viața lui a fost produs de canalul de televiziune rus NTV.

## Pretenții la succesiune
Tatăl său Roman Petrovici a venit cu ideea unei asociații a Romanovilor la mijlocul anilor 1970. După ce a căutat prin hârtiile tatălui său, care a murit în 1978, Nicolae a constatat că totul era pregătit pentru crearea asociației. El a scris tuturor membrilor familiei Romanov care erau în relații de comunicare cu tatăl său și s-a convenit că ar trebui creată o asociație de familie. Un an mai târziu, în 1979, Asociația familiei Romanov a fost formată oficial cu prințul Dmitri Alexandrovici în calitate de președinte și Nicolae ca vicepreședinte. Când Vasili Alexandrovici a devenit președinte în 1980, Nicolae a rămas vicepreședinte.
În 1989, după decesul lui Vasili Alexandrovici, Prințul Nicolae a fost ales noul președinte al asociației. În prezent asociația are ca membri majoritatea descendenților masculini ai împăratului Nicolae I al Rusiei, deși Marea Ducesă Maria Vladimirovna nu a niciodată membră și nici tatăl ei, Marele Duce Vladimir Kirilovici.
Poziția oficială a Asociației familiei Romanov este că drepturile familiei la tronul Rusiei au fost suspendate când împăratul Nicolae al II-lea a abdicat pentru el și pentru fiul său Țareviciul Alexei în favoarea fratelui său, Marele Duce Mihail Alexandrovici, care apoi a amânat ascendența la tron până la o Adunare Constituantă care să ratifice domnia sa. Împăratul Mihail al II-lea, așa cum a fost declarat legal de către Nicolae al II-lea, nu a abdicat, dar a împuternicit Guvernul Provizoriu să se pronunțe. "Domnia" lui Mihail s-a încheiat cu executarea lui în 1918 de către bolșevici.
Prințul Nicolae a considerat că, în urma decesului Marelui Duce Vladimir Kirilovici în 1992, el a devenit șeful Casei Romanov și succesorul său de drept. Pe baza faptului că Vladimir Kirilovici a fost ultimul dinast masculin și toți ceilalți Romanovi sunt excluși din cauza căsătoriilor "inegale" ale părinților, fiica lui Vladimir, Marea Ducesă Maria Vladimirovna, de asemenea, a pretins șefia Casei Romanov după moartea tatălui său.
Cu excepția Marii Ducese Maria, Prințul Nicolae a fost recunoscut de restul familiei ca șef al Casei imperiale. Totuși, în ultima ediție a Almanahului de la Gotha publicat de Justus Perthes în 1944 se declară că mariajul părinților lui Nicolae "nu a fost în conformitate cu legile casei", deși ediții anterioare l-au listat ca membru dinastic al casei imperiale.
Prințul Nicolae a condus familia Romanov la înmormântarea de la Sankt Petersburg a ultimului împărat rus Nicolae al II-lea și a familiei sale, în iulie 1998. În calitate de șef al familiei a fost, de asemenea, prezent la reînhumarea rămășițelor împărătesei Maria Feodorovna a Rusiei în septembrie 2006. Prințul Nicolae și fratele său Prințul Dmitri au fost responsabili pentru activitatea de lobby față de familia regală daneză și președintele rus Vladimir Putin pentru a permite transferul rămășițelor împărătesei Rusiei pentru a putea fi îngropată alături de soțul ei, împăratul Alexandru al III-lea.
Prințul a fost în linia de succesiune la tronul britanic prin strămoașa sa, soția țarului Nicolae I, Charlotte a Prusiei, o descendentă a regelui George I al Marii Britanii, până la căsătoria sa cu o romano catolică.

## Căsătorie și copii
În 1950, Prințul Nicolae și contesa Sveva della Gherardesca (n. 1930), membră a nobilei familii italiene della Gherardesca din Toscana  și descendentă directă a contelui Ugolino della Gherardesca, s-au întâlnit la o petrecere la Roma. Ei s-au căsătorit la Florența printr-o căsătorie civilă la 31 decembrie 1951 urmată de o căsătorie religioasă la 21 ianuarie 1952 într-o catedrală rusă la Cannes.
Prințul Nicolae și soția sa au împreună trei fiice:
- Prințesa Natalia Nikolaevna Romanova (n. 1952), căsătorită cu Giuseppe Consolo (n. 1948). Fiica ei este actrița italiană Nicoletta Romanoff.
- Prințesa Elisaveta Nikolaevna Romanova (n. 1956), căsătorită cu Mauro Bonacini (n. 1950);
- Prințesa Tatiana Nikolaevna Romanova (n. 1961), căsătorită prima dată cu Giambattista Alessandri (n. 1958), apoi cu Giancarlo Tirotti (n. 1947).